# Corythaixoides leopoldi
Corythaixoides leopoldi, "svartmaskad tofsturako", är en fågelart i familjen turakor inom ordningen turakofåglar. Den betraktas oftast som underart till barkindad tofsturako (Corythaixoides personatus), men urskiljs sedan 2014 som egen art av Birdlife International, IUCN och Handbook of Birds of the World.
Fågeln förekommer från södra Uganda, Rwanda, Burundi, sydvästra Kenya och Tanzania söderut till norra Malawi, nordöstra Zambia och sydöstra Demokratiska republiken Kongo. Den kategoriseras av IUCN som livskraftig.